# Grupo de los Ocho (justicialismo)
El «Grupo de los 8» fue la denominación periodística de una facción de diputados que se alejó del bloque parlamentario del Partido Justicialista argentino en diciembre de 1989 para formar un bloque independiente dentro del Congreso Nacional en enero de 1990.
Las principales razones de la ruptura fueron los indultos presidenciales a jefes militares condenados por sus acciones criminales durante la última dictadura cívico-militar y a oficiales «carapintadas», el denominado giro al conservadurismo social y el liberalismo económico que experimentó el gobierno de Carlos Menem con la incorporación de Álvaro Alsogaray, las privatizaciones de empresas públicas del Estado, la relegación de la cuestión social y los escándalos de corrupción. Las advertencias del bloque de diputados menemistas fueron «van a comer anchoas en el desierto».
Los integrantes del grupo fueron: Germán Abdala, Darío Alessandro, Carlos «Chacho» Álvarez, Luis Brunati, Juan Pablo Cafiero, Franco Caviglia, Moisés Fontela y José «Conde» Ramos.